# Ella Mae Morse
Ella Mae Morse (Mansfield, 12 september 1924 – Bullhead City, 16 oktober 1999) was een Amerikaanse zangeres op het gebied van rhythm-and-blues, rock-'n-roll, country, jazz en populaire muziek.

## Carrière
Haar vader was drummer en de moeder was pianiste. Haar eerste pogingen als zangeres maakte ze in haar vaders band. Ze zong reeds op 14-jarige leeftijd bij Jimmy Dorsey. Deze was in de veronderstelling dat ze 19 jaar was, maar toen hij van het schoolbestuur haar werkelijke leeftijd vernam, werd ze meteen ontslagen. In 1942 werd ze als 17-jarige groepszangeres van de boogie-woogie-pianist Freddie Slack. Met hem nam ze het nummer Cow Cow Boogie op voor Capitol Records, goed voor een eerste gouden plaat voor het label. Een verdere succesvolle single (78 toeren) met Slacks orkest was Mr. Five by Five (1942). Van haar was ook de hit Milkman, Keep Those Bottles Quiet afkomstig, die later door Nancy Walker bekendheid kreeg in de film Broadway Rhythm.
In 1943 begon Morse als soliste met het nummer Shoo Shop Baby, waarmee ze in december vier weken lang op nummer 1 in de r&b- en vier weken lang op nummer 18 van de nationale hitlijst stond. In hetzelfde jaar had ze een cameo-optreden in de film Reveille with Beverly. Ze zong nu in verschillende muzikale stijlen en had hitsuccessen in zowel de Billboard Hot 100 in het genre pop als de rhythm-and-bluesparade, maar ze bereikte nooit die ene grote populariteit.
Vervolgens verschenen verdere singles bij Capitol Records, waaronder de jazzstandard Love Me or Leave Me / Blacksmith Blues. In 1946 nam ze met Freddie Slack het nummer House of Blue Lights op, dat dan door vele Afro-Amerikaanse r&b-artiesten werd vertolkt. Haar grootste succes werd Blacksmith Blues (1952). In hetzelfde jaar nam ze met Slack haar versie van de klassieker Down The Road a Piece op. Met de hillbilly-zanger Tennessee Ernie Ford zong ze in 1952 in duet het nummer I'm Hog Tied Over You. Haar versie van Oakie Boogie (23e plaats) bereikte in 1952 de hitlijst. Het nummer was een van de eerste arrangementen van Nelson Riddle. Haar laatste hit was in augustus 1953 met Forty Cups of Coffee, waarbij ze werd begeleid door het Dave Cavanough Orchestra.
In 1955 verscheen haar versie van het vroege rock-'n-rollnummer Razzle Dazzle, ook opgenomen door Bill Haley & His Comets. De laatste opnamen van Morse ontstonden nog in 1957, toen ze voor Capitol Records het album The Morse Code inspeelde, maar ze trad wel nog op tot 1987.

## Privéleven en overlijden
Ella Mae Morse overleed in 1999 op 75-jarige leeftijd aan een hartstilstand. Ze had zes kinderen uit twee huwelijken.

## Onderscheidingen
Haar carrière werd beschreven in Nick Tosches boek The unsung Heroes of Rock N roll: The Birth of Rock in the Wild Years Before Elvis (1984). Ella Mae Morse werd ook geëerd met een ster op de Hollywood Walk of Fame in 1724 Vine Street. 

## Discografie

### 78 toeren en singles
- De titels van de jaren 40 verschenen aanvankelijk als 78 toeren bij Capitol Records, zoals
  - 1942 - Cow Cow Boogie, Mister Five by Five, Get On Board Little Chillun, Old Rob Boy, He's My Guy
  - 1943 - Milkman, Keep Those Bottles Quiet, Shoo Shoo Baby, The Patty Cake Man, Solid Potato Salad
  - 1944 - Take Care of You for Me
  - 1945 - Captain Kidd, House of Blue Lights
  - 1947 - Pig Foot Pete
  - 1951 - Okie Boogie
  - 1952 - The Blacksmith Blues
  - 1953 - Money Honey, Forty Cups of Coffee
  - 1954 - Barrelhouse, Boogie And The Blues

- Gekoppeld met twee titels van Connee Boswell (Stormy Weather, Invitation fot the Blues) verscheen Cow Cow Boogie ook als V-Disc.

### Compilaties
Op de compilatie Dynamite Texas Diva Live werden 19 live-opnamen van Ella Mae Morse van augustus 1942 tot november 1945 (met het AFRS Orchestra) gepubliceerd, ook twee versies van haar bekendste nummers Cow Cow Boogie (1942) met het Freddie Slack Orchestra en dan twee jaar als soliste met de AFRS-band, die werd geleid door Meredith Willson. Verdere nummers van de compilatie zijn haar succesnummer Five by Five en Milkman, Keep Your Bottles Quiet uit de Johnny Mercer radioshow met Paul Weston & His Orchestra. Een verdere compilatie verscheen onder de titel In the 50's – Razzle Dazzle.
Het wel omvangrijkste verzamelwerk van haar opnamen verscheen bij Bear Family Records onder de titel Barrelhouse, Boogie and Blues op vijf cd's, aangevuld met een veertig pagina's tellend boek. Het bevat de opnamen die ze in een tijdsbestek van vijftien jaar voor Capitol Records (1942-1957) heeft opgenomen, meer dan honderd nummers, waaronder twintig tot dan toe nooit uitgebrachte songs. Tot haar begeleidende muzikanten behoorden ook Benny Carter, Barney Kessel, Pete Johnson, Red Callender, Jimmy Bryant en Speedy West.
- Biblioteca Nacional de España: XX1746965
- Bibliothèque nationale de France: cb138977353 (data)
- Gemeinsame Normdatei: 135055660
- International Standard Name Identifier: 0000 0000 5946 082X
- Library of Congress Control Number: n91087192
- MusicBrainz: b529c440-d7cf-44d2-bf3c-4261f57c113e
- Nationale Bibliotheek van Israël: 987007398529605171
- Nederlandse Thesaurus van Auteursnamen: 099917394
- SNAC: w6fx7s9c
- Virtual International Authority File: 168149106009268490669